# V532 Ophiuchi
V532 Ophiuchi är en eruptiv variabel av RCB-typ (RCB) i stjärnbilden Ormbäraren.
Stjärnan har magnitud +12,6 och når i förmörkelsefasen ner under +15,5. 